# Jennifer Decker
Jennifer Decker (28 de dezembro de 1982) é uma atriz francesa. Ela se tornou mais conhecida no papel de Lucienne em Flyboys.
Jennifer começou sua carreira teatral precocemente. Aos 18 anos ela foi flagrada pela diretora Irina Brook, que lhe deu o papel de Julieta em uma produção teatral de Shakespeare, Romeo e Julieta.

## Filmografia selecionada
| Ano  | Título                                | Personagem         | Notas                      |
| ---- | ------------------------------------- | ------------------ | -------------------------- |
| 2015 | Paris-Willouby                        | Angélique          |                            |
| 2011 | Declaration of War                    | Garota na festa    |                            |
| 2010 | Living on Love Alone                  | Laura              |                            |
| 2009 | Lulu and Jimi                         | Lulu               |                            |
| 2009 | Erreur de la banque en votre faveur   | Harmony            |                            |
| 2007 | Hellphone                             | Angie              |                            |
| 2006 | Jeanne Poisson, Marquise de Pompadour | La Dauphine        |                            |
| 2006 | Flyboys                               | Lucienne           |                            |
| 2006 | Les Amants du Flore                   | Marina             |                            |
| 2006 | Jeune Homme                           | Élodie Dumoulin    |                            |
| 2005 | Une Femme d'Honneur                   | Laëtitia Cervantes | Episódio Les Liens du Sang |
| 2003 | Jeux de Haute Société                 | Madame Blanche     |                            |
| 2003 | Trop Plein d'Amour                    | Noémie             |                            |